# شرفبگ
شرفبگ روستایی از توابع بخش بیرانوند شهرستان خرم‌آباد در استان لرستان ایران است که بر اساس اسم تیره شرفبگ که زیر مجموعه ایل بیرانوند هست گرفته شده است.

## جمعیت
این روستا در دهستان بیرانوند جنوبی قرار دارد و در منطقه پاراپونه قرار دارد.
همه جمعیت این روستا را طایفه شرفبگ‌ از ایل بیرانوند تشکیل داده اند که اکثریت به دامپروری و کشاورزی مشغول هستند.
براساس سرشماری مرکز آمار ایران در سال ۱۳۸۵، جمعیت آن ۳۱۴ نفر (۶۶ خانوار) بوده‌است.